# Stainforth (Yorkshire del Norte)
Stainforth es un pueblo pequeño en el norte de Yorkshire, Inglaterra. Está cerca de Settle, un pueblo bastante grande pero no tan grande como Skipton o Burnley, que está cerca también. Alrededor de 1.5 kilómetros norte, hay una cascada que se llama Stainforth Force.